# K.u.k. Husarenregiment „von Kolossváry“ Nr. 14

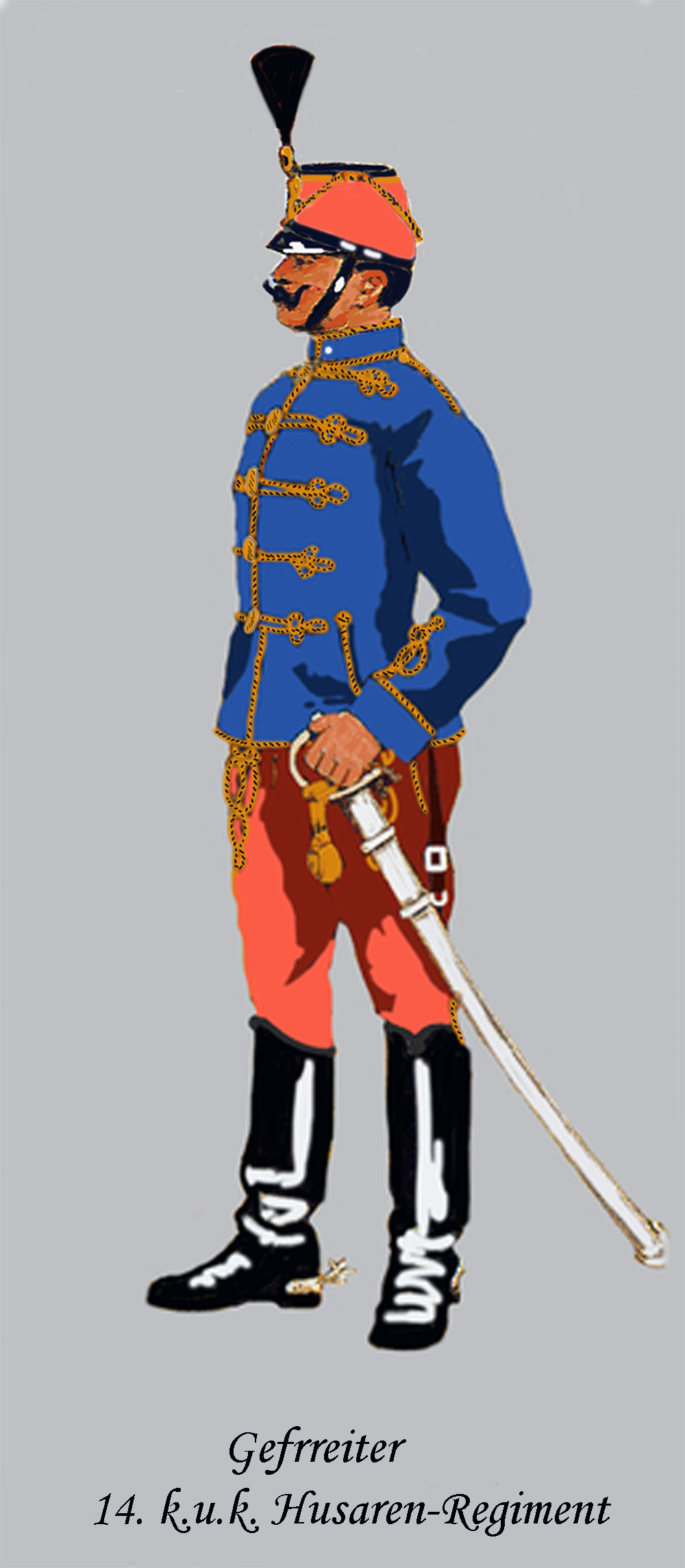
Uniform bis 1916

Das Husarenregiment „von Kolossváry“ Nr. 14  war ein Kavallerieverband der k.k. bzw. Gemeinsamen Armee innerhalb der Österreichischen Landstreitkräfte.

## Status und Verbandszugehörigkeit 1914
VI. Armeekorps – 1. Kavallerie Truppendivision – 6. Kavalleriebrigade
Nationalitäten: 92 % Magyaren – 8 % Sonstige
Garnison: Nyíregyháza
Kommandant: Oberst Franz Matskási von Tinkova
Regimentssprache: ungarisch
Uniform: Lichtblaue Attila mit gelben Oliven (Knöpfen) und krapprotem Tschakobezug

## Aufstellung
- Am 10. September 1859 wurde während des Sardinischen Krieges aus den nur auf Kriegsdauer errichteten 1. und 2. Zala-Egerszeger, und der 1. und 2. Debrecziner und Hajducken Freiwilligen Husaren-Division das  "Freiwilligen-Husarenregiment Nr. 14" zu zwei Divisionen aufgestellt.
- 1860 organisierte man das Regiment um und brachte es durch Zuweisung je einer Division der Husaren Regimenter Nr. 3, Nr. 4, Nr. 6 und Nr. 10 auf den vorgeschriebenen Sollbestand von vier Divisionen. Weiterhin wurden vom Husaren-Regiment Nr. 7 und Nr. 11 je vier Korporale und 20 Reiter zugewiesen. Es erhielt nun die Bezeichnung Freiwilligen-Husarenregiment Nr. 2
- 1862 Das Regiment wird in ein reguläres Husarenregiment mit nur noch drei Divisionen umgewandelt und erhält die Stammnummer 14

Alle Ehrennamen der Regimenter wurden im Jahre 1915 ersatzlos gestrichen. Das Regiment sollte von da an nur noch „Husarenregiment Nr. 14“ heißen. (Dies ließ sich in der Praxis jedoch nicht durchsetzen, einerseits weil sich niemand daran hielt, andererseits weil die sehr sparsame k.u.k. Militärverwaltung angeordnet hatte, zunächst alle noch vorhandenen Formulare und Stempel aufzubrauchen!)

### Ergänzungsbezirke
- 1860–67 aus allen Bezirken Ungarns (ausgenommen das Banat, Siebenbürgen und Kroatien, sowie Bezirken, die dem Freiwilligen-Husaren-Regiment Nr. 1 zugewiesen waren)
- 1867–70 Großwardein, Debreczin
- 1875–83 Erlau
- 1883–89 Munkács, Ungvár
- ab 1889 aus dem Bezirk des VI. Korps (Temesvár)

## Friedensgarnisonen
- 1859 Enns
- 1860 Wels und Groß-Enzersdorf
- 1863–66 Landshut (Galizien)
- 1866 Radkersburg
- 1868 Marburg
- 1871 Grosswardein
- 1872 Arad
- 1888 Nagy-Mihály
- 1892 Nyíregyháza
- 1894 Czernowitz

## Regimentsinhaber
- 1861  Feldmarschallleutnant Moriz Graf Pálffy ab Erdöd
- 1862  Husarenregiment Nr. 14
- 1872  Großfürst Wladimir von Russland

## Feldzüge und Kampfhandlungen

### Deutscher Krieg
1866 mit 5 Eskadronen bei der Nordarmee in der Schlacht bei Königgrätz

### Erster Weltkrieg
Im Ersten Weltkrieg sahen sich die Husaren den unterschiedlichsten Verwendungen ausgesetzt. Sie kämpften zunächst im Regimentsverband kavalleristisch, wurden aber auch auf allen Kriegsschauplätzen infanteristisch verwendet.
Nach der Proklamation Ungarns als eigenständiger Staat im Oktober 1918 wurden die ungarischstämmigen Soldaten von der Interimsregierung aufgerufen, die Kampfhandlungen einzustellen und nach Hause zurückzukehren. In der Regel wurde dieser Aufforderung Folge geleistet. Somit war der Verband seinem bisherigen Oberkommando, dem k.u.k. Kriegsministerium entzogen und konnte von diesem nicht demobilisiert und allenfalls theoretisch aufgelöst werden. Ob, wann und wo eine solche Auflösung stattgefunden hat, ist gegenwärtig nicht bekannt.

## Gliederung
Ein Regiment bestand in der Österreichisch-Ungarischen Kavallerie in der Regel ursprünglich aus drei bis vier (in der Ausnahme auch mehr) Division. (Mit Division wurde hier ein Verband in Bataillonsstärke bezeichnet. Die richtige Division wurde Infanterie- oder Kavallerie-Truppendivision genannt.) Jede Division hatte drei Eskadronen, deren jede wiederum aus zwei Kompanien bestand. Die Anzahl der Reiter in den einzelnen Teileinheiten schwankte, lag jedoch normalerweise bei etwa 80 Reitern je Kompanie.
Die einzelnen Divisionen wurden nach ihren formalen Führern benannt:
- die 1. Division war die Oberst-Division
- die 2. Division war die Oberstlieutenant (Oberstleutnant)-Division
- die 3. Division war die Majors-Division
- die 4. Division war die 2. Majors-Division

Im Zuge der Heeresreform wurden die, zu diesem Zeitpunkt aus drei Divisionen bestehenden Kavallerie-Regimenter ab 1860 auf zwei Divisionen reduziert.
Bis zum Jahre 1798 wurden die Regimenter nach ihren jeweiligen Inhabern (die nicht auch die Kommandanten sein mussten) genannt. Eine verbindliche Regelung der Schreibweise existierte nicht. (z. B. Regiment Graf Serbelloni – oder Regiment Serbelloni.) Mit jedem Inhaberwechsel änderte das betroffene Regiment seinen Namen. Nach 1798 galt vorrangig die nummerierte Bezeichnung, die unter Umständen mit dem Namen des Inhabers verbunden werden konnte.
Bedingt durch diese ständige Umbenennung sind die Regimentsgeschichten der österreichisch-ungarischen Kavallerie nur sehr schwer zu verfolgen. Hinzu kommt die ständige und dem Anschein nach willkürliche, zu Teil mehrfache Umklassifizierung der Verbände. (Zum Beispiel: K.u.k. Böhmisches Dragoner-Regiment „Fürst zu Windisch-Graetz“ Nr. 14)
- siehe: k.u.k. Husaren